# Svensk biblioteksförening
Svensk biblioteksförening är en ideell förening som bildades år 2000 genom en sammanslagning av Sveriges Allmänna Biblioteksförening och Svenska Bibliotekariesamfundet.

## Organisation
Föreningen har sitt kansli på Oxtorgsgränd 2 i Stockholm.

### Mål
Föreningen anser att bibliotek är en resurs som ger alla fri tillgång till information, kunskap och kultur och som inspirerar till att ta del av det. Därmed ges människor möjlighet att använda sin demokratiska rättighet att utvecklas, tänka, tala och skriva fritt. Svensk biblioteksförening driver på för angelägna bibliotek av högsta kvalitet, bland annat genom att verka för ändamålsenlig lagstiftning och finansiering och genom att sprida kunskap om bibliotekens verksamhet och effekter.

### Ägarstruktur
Svensk Biblioteksförening har själv tidigare haft ägarintressen i Bibliotekstjänst (BTJ-nordic).

### Medlemmar
Föreningen har år 2023 cirka 2 927 medlemmar varav cirka 452 är instiutionella medlemmar.

### Ordförande
- 2004–2009 Britta Lejon
- 2009–2014 Inga Lundén
- 2014–2018 Calle Nathanson[5]
- 2018–2022 Johanna Hansson[6]
- 2022– Helene Öberg[7]

### Generalsekreterare
- 2005–2016 Niclas Lindberg
- 2017–2023 Karin Linder
- 2023– Silvia Ernhagen[8]

## Utdelare av priser
Föreningen delar årligen ut flera priser:
- Nils Holgersson-plaketten (barnbokspris)
- Elsa Beskow-plaketten (barnbokspris)
- Carl von Linné-plaketten (barnbokspris)
- Aniara-priset för skönlitteratur
- Bengt Hjelmqvists pris för framstående insatser på folkbiblioteksområdet
- Collijnpriset för bästa magisteruppsats på Biblioteks- och Informationsvetenskapsutbildningarna
- Greta Renborgs pris till ett bibliotek som lyckats med en god marknadsföring eller till enskild eller enskilda biblioteksanställda som utmärkt sig speciellt på området och som arbetar i Greta Renborgs anda.
- Årets mobila bibliotek Ett pris till ett mobilt bibliotek som på ett nyskapande sätt utvecklar verksamheten, samspelar med utvecklingen i samhället, har en väl förankrad verksamhet i kommunen/regionen och är inspiratör för kollegor.[10]
- Barnrättsutmärkelsen Elefanten belönar en verksamhet eller en person som i en bibliotekskontext föredömligt har arbetat med att stärka barns rättigheter, i enlighet med FN:s konvention om barnets rättigheter.[11]

## Biblioteksbladet
Svensk biblioteksförening ger sedan 1916 ut tidskriften Biblioteksbladet (BBL).

## Biblioteksdagarna
Biblioteksdagarna är Svensk biblioteksförenings årliga konferens för de som jobbar med biblioteksverksamhet. Biblioteksdagarna hålls i maj månad varje år. 